# St. Josef (Kirchlinde)

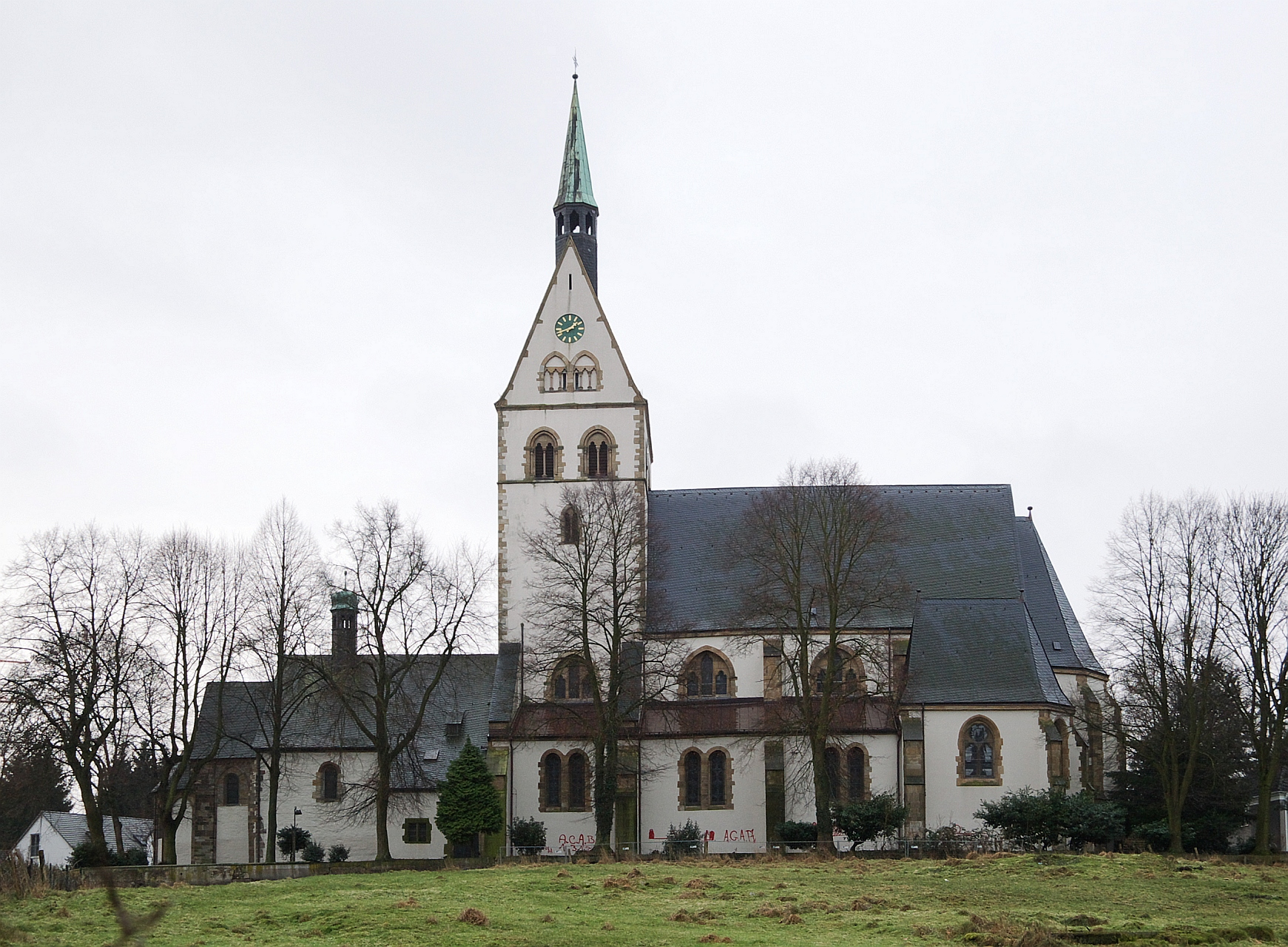
Pfarrkirche St. Joseph

Die katholische Pfarrkirche St. Josef ist ein denkmalgeschütztes Kirchengebäude an der Dasselstraße in Kirchlinde, einem Ortsteil im Westen der nordrhein-westfälischen Stadt Dortmund. Sie gehört seit 2014 zum Pastoralverbund am Revierpark, mit den Gemeinden in Dorstfeld und Huckarde.

## Geschichte und Architektur

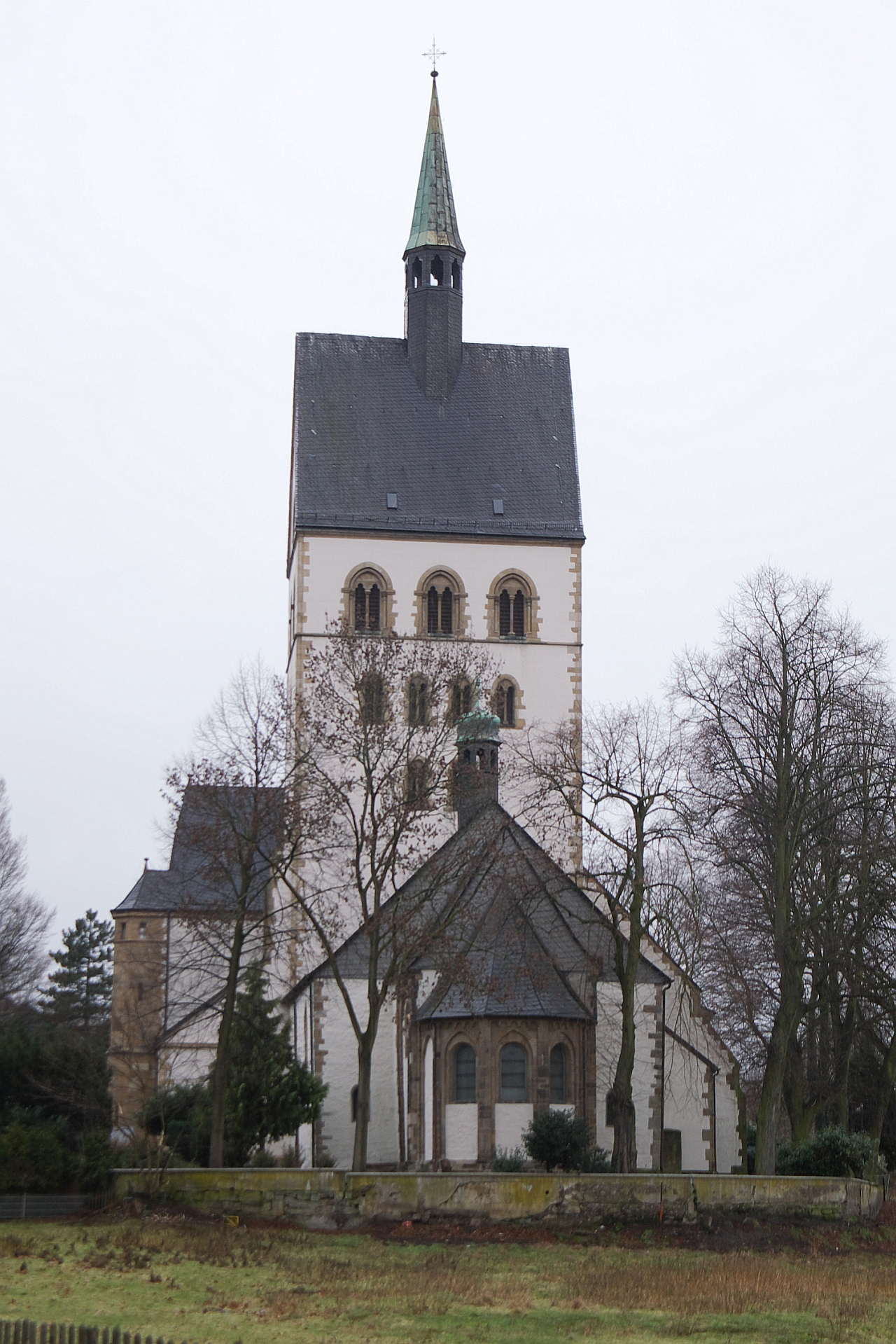
Turmansicht

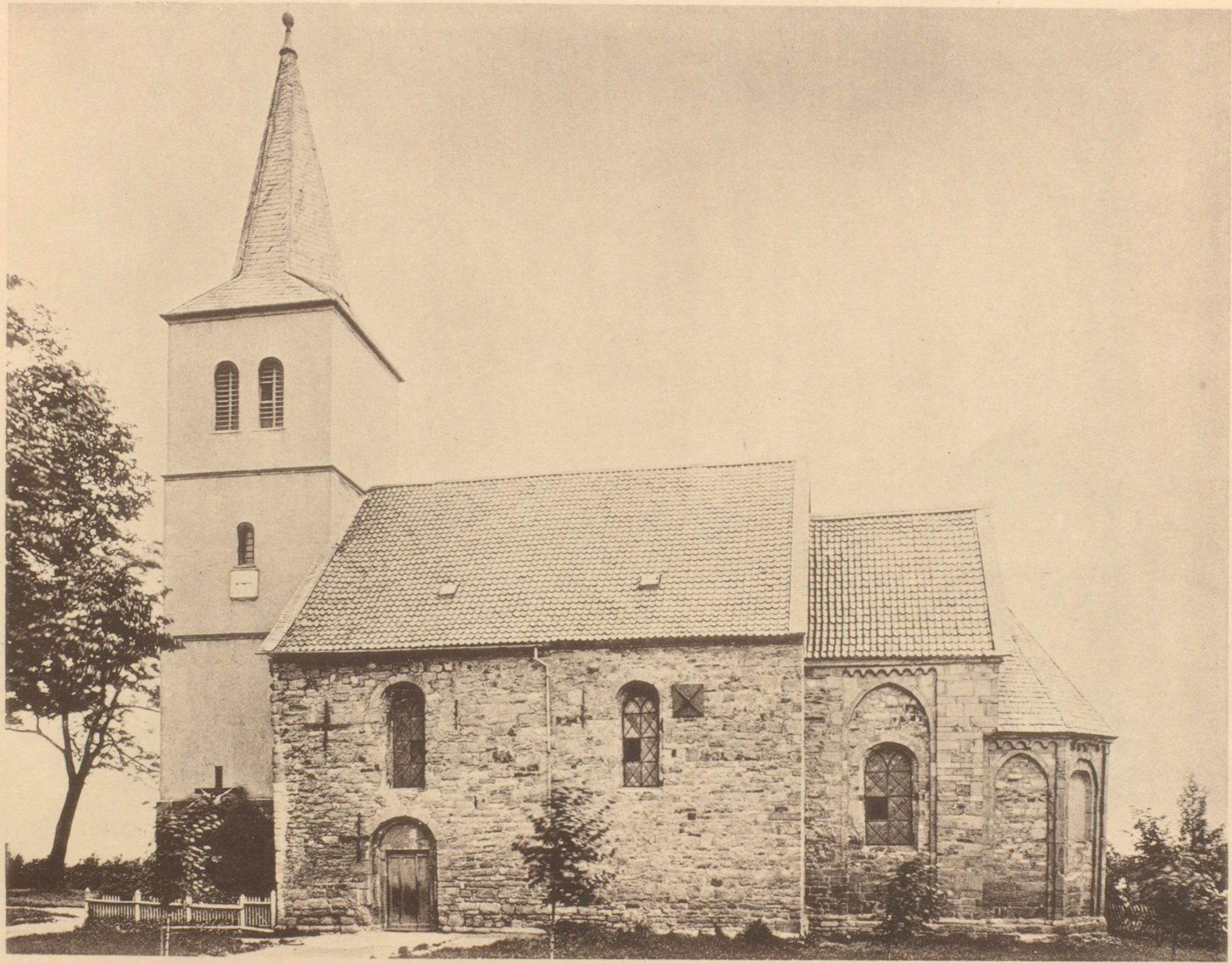
Die Josephskirche mit dem alten Kirchturm in Kirchlinde vor dem Umbau im Jahr 1890.

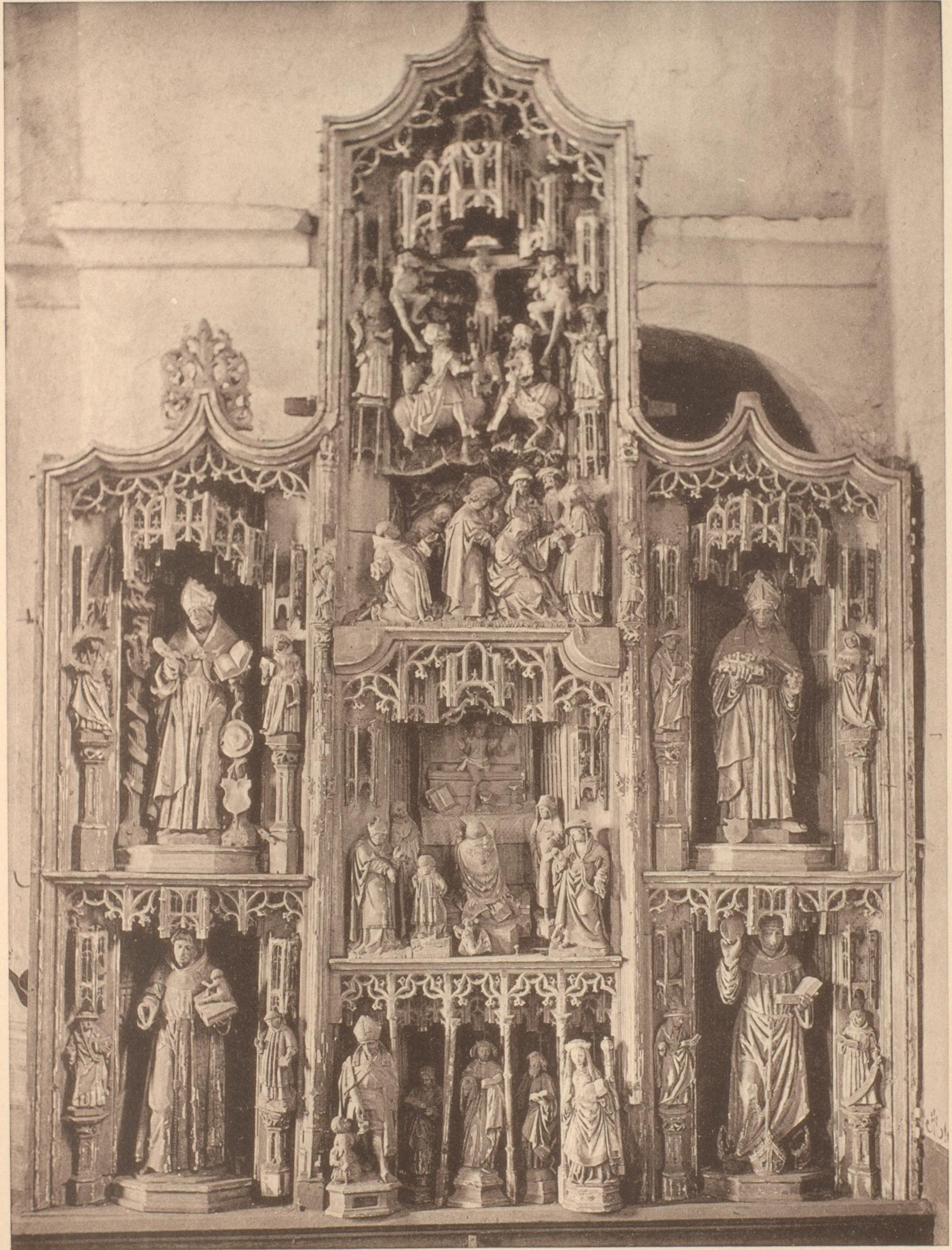
Der Altar der Josephskirche in Kirchlinde um 1890

Die Kirche wurde 1231 erstmals urkundlich erwähnt, als sie mit dem Gut der Grafen von Dassel in den Besitz des Prämonstratenserinnenklosters in Dortmund gelangte. An die zweijochige, romanische Hallenkirche mit einem quadratischen Chorjoch schließt westlich eine große neugotische Basilika als Erweiterungsbau an. Die Basilika mit polygonem Chor wurde von 1904 bis 1906 nach Plänen von Paul Jordan und Arnold Spanke errichtet. Der alte Bau wirkt nun wie ein Annex. Zwischen dem alten und dem neuen Bau steht ein hoher, querrechteckiger Turm. Der ehemalige romanische Westturm wurde für den Anbau abgetragen. Die Bruchsteinwände der alten Kirche sind durch hochsitzende Rundbogenfenster und ein einfaches gestuftes Südportal am Chor gegliedert. Die fünfseitige Apsis ist durch spitze Blendbögen, Bogenfriese und Lisenen gegliedert. Die Südseite der Basilika ist wegen eines Emporengeschosses höher; sie ist als Schauseite mit Querdächern gestaltet. Der in romanisierenden Formen gehaltene Turm ist mit einem Dachreiter auf dem Satteldach gekrönt. Die kuppeligen Gratgewölbe in den beiden quadratischen Mittelschiffjochen des Altbaus wurden 1906 erneuert. In die sehr schmalen seitlichen Joche wurden Tonnengewölbe eingezogen. Hinter den Pfeilern befinden sich enge Durchgänge. An den Ecken des Chorjochs stehen Säulchen, die Apsis ist innen rund. Der Schlemmputz wurde 1954 nach Befund erneuert. Am nördlichen Chorpfeiler sind Reste einer Wandmalerei vom 15. Jahrhundert erhalten. Der weite, asymmetrische Raum des Neubaus ist noch weniger als der Außenbau auf die alte Kirche bezogen. Über dem südlichen Seitenschiff befindet sich eine Empore.

## Ausstattung
- Das kleine flämische Altarretabel aus dem ersten Viertel des 16. Jahrhunderts stammt möglicherweise aus der 1805 aufgelassenen Dortmunder Franziskanerkirche. Es wurde im 19. Jahrhundert erworben und 1956/57 restauriert.
- Ein Altarretabel aus der Zeit nach 1700, in dem sich eine später neu gefasste Mondsichelmadonna befindet.
- Die Pietà wurde um 1420 angefertigt.
- Die Darstellung der Anna selbdritt aus der Mitte des 15. Jahrhunderts wurde später ergänzt.
- Die Kreuzigungsgruppe stammt aus der Mitte des 15. Jahrhunderts.
- Die Orgel wurde 1906 von der Firma Walcker eingebaut und 1972 verändert.
- Der Turm trägt vier Glocken. Die beiden großen Glocken cis' und e' sind aus Gussstahl und entstanden 1924 vom Bochumer Verein, die kleine Glocke (a') wurde 1506 in einer Dortmunder Werkstatt gegossen. Glocke III (g') wurde 1946 von Albert Junker in Brilon aus Sonderbronze gegossen.

## Kirchengemeinde
Die Kirchengemeinde St. Josef Dortmund-Kirchlinde ist zudem mit einem Anteil von 32 % als Gesellschafter an der Katholischen St. Lukas Gesellschaft mbH beteiligt, die das Katholische Krankenhaus Dortmund-West, das St.-Josefs-Hospital in Hörde, das St.-Rochus-Hospital in Castrop-Rauxel sowie die St.-Lambertus-Pflegeeinrichtungen in Castrop-Rauxel betreibt.